# Zelda Kaplan
Zelda Kaplan (* 20. Juni 1916 als Zelda Berkowitz in Flemington (New Jersey); † 15. Februar 2012 in New York City) war eine US-amerikanische Dame der Gesellschaft und Frauenrechtlerin.

## Leben
Zelda Kaplan war Stilikone der Kunst- und Modewelt. Sie wurde durch ihre Auftritte in der New Yorker Clubszene bekannt. Sie setzte sich stets durch auffällige Outfits, Kleider und Kostüme mit afrikanischen Mustern, darauf abgestimmten hohen Hüten und großer Sonnenbrille in Szene.
Über ihr frühes Leben ist wenig bekannt. Sie wuchs auf einer Pferdefarm auf, studierte Jus, arbeitete aber nicht in dem Beruf. Sie war zweimal verheiratet. Nach der Scheidung von ihrem zweiten Mann, dem Arzt Samuel Kaplan, mit dem sie in Miami lebte, zog Zelda Kaplan in den späten 1960er Jahren nach New York. Dort arbeitete sie als Tanzlehrerin für Gesellschaftstänze und in einer Kunstgalerie. Um diese Zeit herum begann sie sich nach einem Vortrag im American Museum of Natural History für afrikanische Kunst und Kultur zu interessieren.
Ihre erste Afrikareise führte sie nach Mali. Danach folgten weitere Reisen in asiatische und afrikanische Länder. Sie suchte nach Holzschnitzereien und nach Stoffen, aus denen sie ihre Kleider selbst entwarf und bei New Yorker Schneidern anfertigen ließ. Zelda Kaplan interessierte sich für das Leben der afrikanischen Frauen und begann sich für deren Rechte, unter anderem das Erbrecht, einzusetzen. Ihr humanitäres Engagement führte sie in abgelegene Dörfer. Seit den 90er Jahren kämpfte sie gegen die Genitalverstümmlung an Frauen, machte die Menschen auf die Gefahren dieser Eingriffe aufmerksam und hielt Vorträge über Geburtenkontrolle. Viele Reisen machte sie im Auftrag der World Culture Society, einer von ihr gegründeten und finanzierten Organisation, deren einziges Mitglied sie war.
Das Leben Zelda Kaplans wurde 2004 im Film Her Name is Zelda unter der Regie von Nicole Sampogna und Mona Eldaief dokumentiert. Das Filmporträt beschreibt ihren Aufstieg von der einfachen Frau vom Land zur Gesellschaftsdame in New York. Zelda Kaplan erlangte durch diesen Film größere Bekanntheit. Bereits 1949 spielte sie im Film Three Daughters als Schauspielerin unter der Regie von Joseph Seiden mit.
Bis ins hohe Alter modelte sie auf Modeschauen und war im Nachtleben unterwegs. Zelda Kaplan wird als Vorbild für positives Altern gesehen. In einem Interview mit der Vogue sagte sie, dass sie ein Beispiel für junge Menschen sein wolle, damit sie keine Angst vor dem Älterwerden haben, denn man müsse nicht herumsitzen und auf den Tod warten. 2001 fertigte der Künstler Andres Serrano ein Bild von ihr an.
Die Fotografin Joyce Tenneson porträtierte Zelda Kaplan 2002 für ihre Serie Wise Woman. Die Fotografie war 2017 im Belvedere in Wien in der Ausstellung Die Kraft des Alters Aging Pride zu sehen und ist auch Titelbild des gleichnamigen Ausstellungskatalogs.
95-jährig kollabierte Zelda Kaplan bei der New York Fashion Week 2012 im Lincoln Center während der Modeschau von Joanna Mastroianni. Wenig später verstarb sie im St. Luke´s Roosevelt Krankenhaus.
Der Zelda-Kaplan-Weg in Wien ist nach ihr benannt.